# Kościół katolicki wobec integracji europejskiej

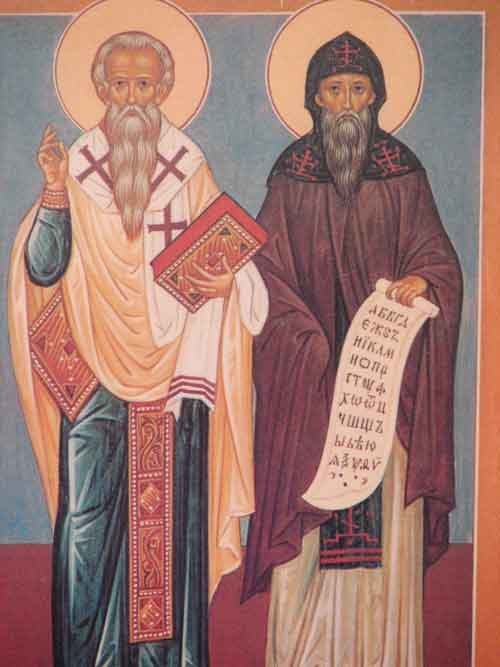
Cyryl i Metody

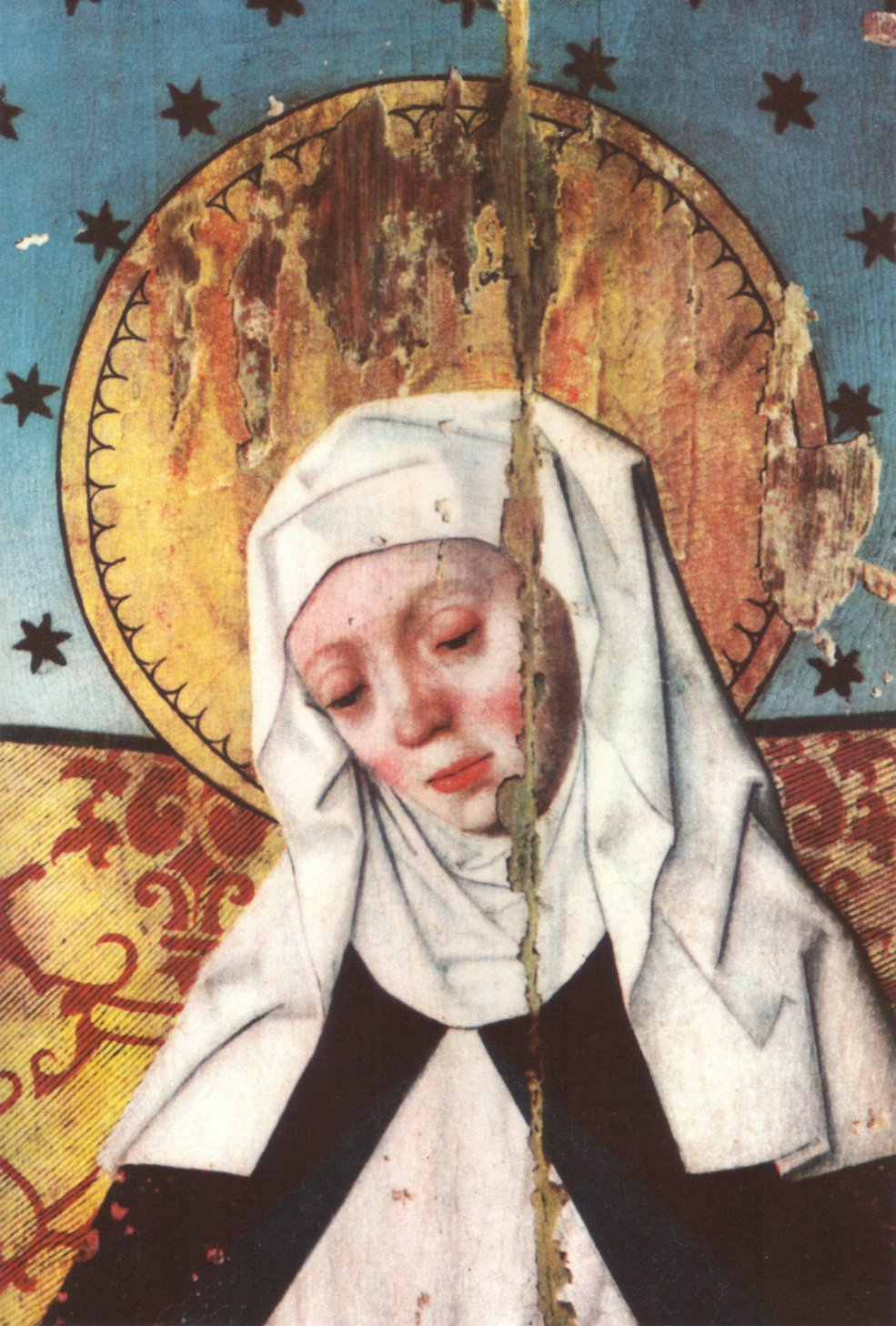
Brygida Szwedzka

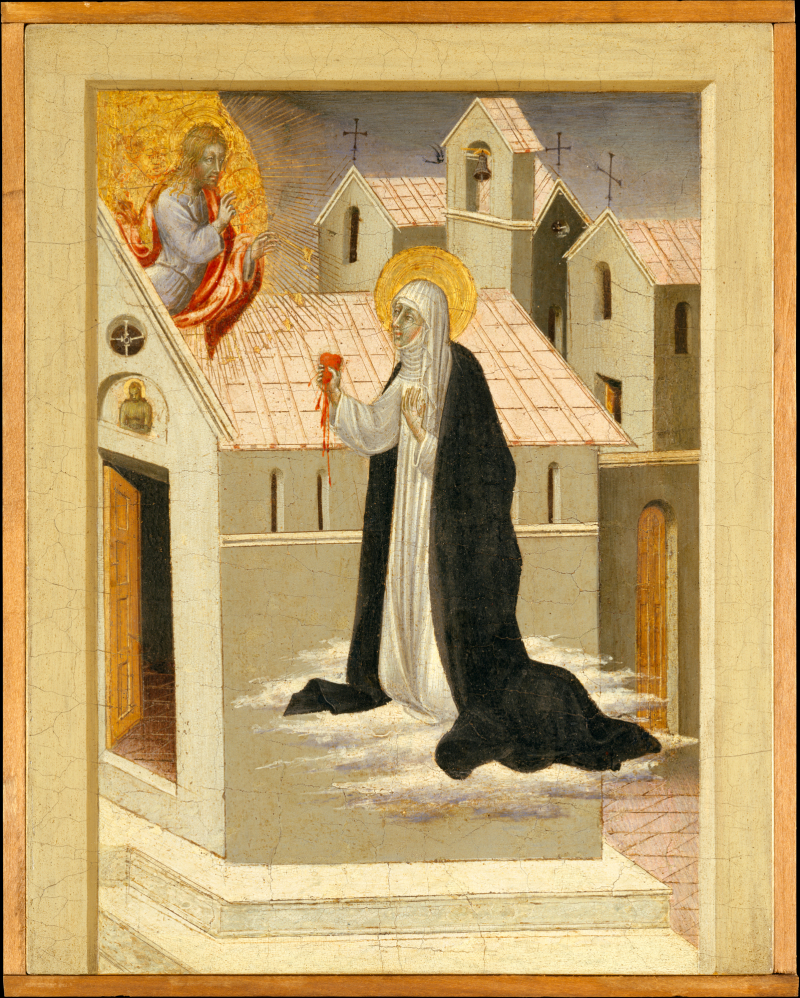
Katarzyna ze Sieny

Kościół rzymskokatolicki popiera ideę współpracy europejskiej, będąc za umacnianiem struktur współpracy i rozwojem integracji europejskiej. Przypomina, że to chrześcijaństwo i Chrystus stoi u podstaw Europy, stąd wielokrotnie Watykan apelował o budowę zjednoczenia kontynentu w oparciu o Ewangelię. Wpisuje się to w nurt uniwersalizmu Kościoła. Należy jednak zaznaczyć, że Unia Europejska jest wspólnotą światopoglądowo i religijnie neutralną, czemu w ostatnich latach wielokrotnie – poprzez swoje instytucje – dawała wyraz. Jednym z najgłośniejszych sporów w ostatnich latach była kwestia niewpisania do Preambuły do Eurokonstytucji dziedzictwa jakie wniosło chrześcijaństwo do historii Europy. Unia Europejska szanuje tradycje krajów członkowskich i nie narzuca ani nie preferuje żadnego z powyższych modeli. W traktacie amsterdamskim umieszczono Deklarację w Sprawie Statusu Kościołów i Związków Wyznaniowych. Państwa Unii Europejskiej gwarantują konstytucyjnie swym obywatelom wolność sumienia i wyznania, zwaną też wolnością religijną.

## Patroni Europy
- Św. Benedykt z Nursji (480–547) – ogłoszony Patronem Europy przez papieża Pawła VI, zakony oparte na jego regule odegrały wielką rolę w łączeniu tradycji Wschodu i Zachodu oraz cywilizowaniu Europy
- Św. Cyryl (827–869) i św. Metody (815–885) – symbolizują – jak mawiał Jan Paweł II – dwa płuca Europy, symbolizują zjednoczenie obu części Europy: Wschodniej i Zachodniej, ustanowieni patronami Europy przez Jana Pawła II
- Św. Brygida Szwedzka (ok. 1302–1373) – ogłoszona Patronką Europy przez Jana Pawła II
- Św. Katarzyna ze Sieny (1347–1380) – ogłoszona Patronką Europy przez Jana Pawła II
- Św. Edyta Stein (1891–1942) – ogłoszona Patronką Europy przez Jana Pawła II, postać symboliczna − pierwsza osoba narodowości żydowskiej uznana za świętą od czasów apostolskich, jest to także męczennica, która zginęła w niemieckim obozie koncentracyjnym.

Wspomnienie świętych Cyryla i Metodego jest też dla mnie sposobnością, by przypomnieć chrześcijanom i wszystkim ludziom dobrej woli na naszym kontynencie o tym, co możemy określić jako «wyzwanie europejskie», to znaczy o potrzebie budowania Europy głęboko świadomej swojej przeszłości, gorliwie zabiegającej o realizację praw człowieka, solidarnej z narodami innych kontynentów w dążeniu do pokoju i rozwoju na skalę światową.
Do tak wzniosłych celów nie można jednak dążyć bez głębokiej i trwałej motywacji, którą obywatele i narody Europy mogą czerpać z bogatego dziedzictwa wspólnej kultury, podejmując płodny dialog z innymi wielkimi nurtami myślowymi, podobnie jak w przeszłości, w najlepszych momentach dziejów ich dwutysiącletniej cywilizacji.

Aby zbudować nową Europę na trwałych fundamentach, nie można jedynie odwoływać się do interesów ekonomicznych, które czasem łączą, kiedy indziej jednak dzielą, lecz trzeba się oprzeć na autentycznych wartościach, mających podstawę w powszechnym prawie moralnym, wszczepionym w serce każdego człowieka. Gdyby Europa mylnie utożsamiła zasadę tolerancji i szacunku dla wszystkich z obojętnością etyczną i sceptycyzmem wobec nieodzownych wartości, weszłaby na niezwykle niebezpieczną drogę, na której prędzej czy później pojawiłyby się pod nową postacią najbardziej przerażające widma z jej przeszłości.
Wydaje się, że kluczową rolę w zażegnaniu tej groźby znów odegra chrześcijaństwo, które niestrudzenie wskazuje ludziom horyzont ideałów. Liczne elementy wspólne, łączące chrześcijaństwo z innymi religiami, dostrzeżone już przez Sobór Watykański II (por. dekret Nostra aetate), pozwalają stwierdzić ponad wszelką wątpliwość, że otwarcie się na transcendencję to żywotny wymiar egzystencji. Jest zatem konieczne, aby wszyscy chrześcijanie, żyjący w różnych krajach Europy, podjęli na nowo wysiłek dawania świadectwa. To oni winni ożywiać nadzieję na pełnię zbawienia, głosząc swoje orędzie, to znaczy Ewangelię czyli «dobrą nowinę» o tym, że Bóg przyszedł do nas i w swoim Synu Jezusie Chrystusie ofiarował nam odkupienie i pełnię życia Bożego. Mocą Ducha Świętego, który został nam dany, możemy wznosić oczy ku Bogu i wzywać Go poufałym imieniem «Abba» — Ojcze! (por. Rz 8, 15; Ga 4, 6).
To właśnie głoszenie nadziei pragnąłem wspomóc, proponując odnowienie na skalę «europejską» kultu tych trzech wielkich postaci kobiecych, które w różnych epokach tak bardzo przyczyniły się do wzrostu nie tylko Kościoła, ale całego społeczeństwa.
W tajemnicy świętych obcowania, jednoczącej Kościół ziemski z niebieskim, te święte nieustannie orędują za nami przed tronem Bożym. Jeśli zaś my będziemy usilniej ich wzywać, uważniej słuchać ich słów i wytrwalej naśladować ich przykład, z pewnością i w nas pogłębi się świadomość powszechnego powołania do świętości, skłaniając nas do większej ofiarności i konsekwencji.
Dlatego po dojrzałym namyśle i mocą mej władzy apostolskiej ustanawiam i ogłaszam niebieskimi Współpatronkami całej Europy przed Bogiem św. Brygidę Szwedzką, św. Katarzynę ze Sieny i św. Teresę Benedyktę od Krzyża, przyznając im wszelkie zaszczyty i przywileje liturgiczne, jakie zgodnie z prawem przysługują głównym patronom miejsc.

## Wizje zjednoczenia chrześcijańskiej Europy
Na przestrzeni wieków – szczególnie w średniowieczu, propagowana była idea zjednoczenia państw chrześcijańskich. Najważniejszą ideą propagującą ideę integrację europejską była Civitas Christiana i jej Res Publica Christiana. Na przestrzeni wieków pojawiało się wiele innych idei związków, konfederacji pod przewodnictwem papieża (szczególnie wobec państw nie-chrześcijańskich, np. liga antyturecka).

## Ojcowie zjednoczonej Europy
Dwie osoby uważane za ojców Europy są kandydatami na ołtarze – Robert Schuman, Alcide De Gasperi. Wielką pobożnością wykazywał się także Konrad Adenauer.

## Subsydiarność
Katolicka nauka o subsydiarności jest jedną z podstawowych traktatowych zasad prawa unijnego i funkcjonowania Unii Europejskiej.

## Flaga zjednoczonej Europy

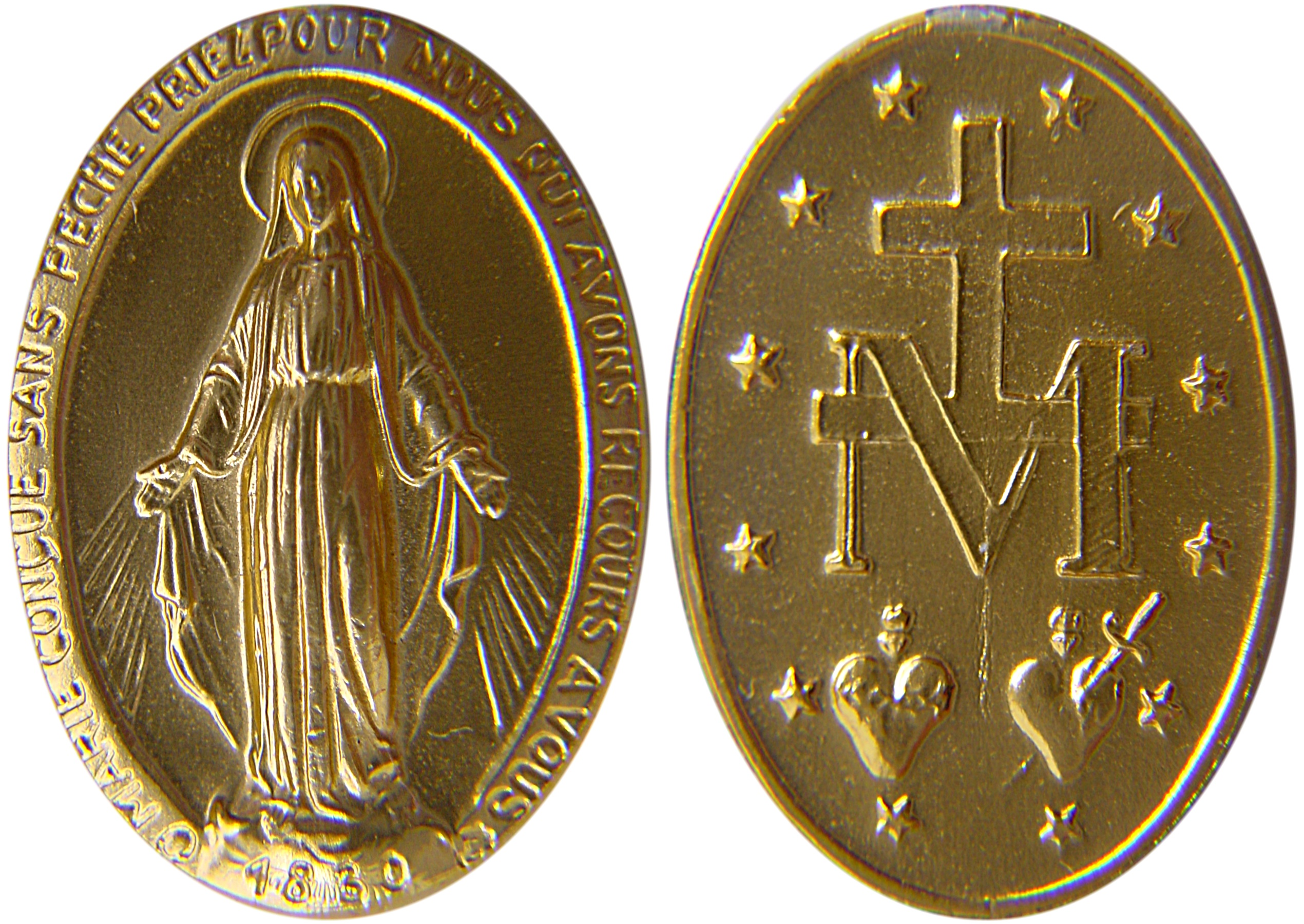
Cudowny Medalik z Matką Boską obleczoną w wieniec z gwiazd dwunastu

Arsène Heitz, który zaprojektował flagę europejską, wyznał na łożu śmierci, że wzorował się na dwunastu gwiazdach z Cudownego Medalika, znanego z objawień Matki Bożej św. Katarzynie Labouré. Miejscem, w którym po raz pierwszy zawieszono ją była Katedra NMP w Strasburgu i to przed nią Konrad Adenauer i Robert Schuman modlili się w intencji Europy.

## Hierarchia kościelna wobec integracji

### Pius XII
W swoich wystąpieniach papież Pius XII postulował silniejszą współpracę międzynarodową i tworzenie wspólnych instytucji ponadnarodowych, zdolnych podnieść z upadku zniszczoną wojną Europę i stworzyć warunki, w których można będzie zapobiec nowym zagrożeniom pokoju.

### Paweł VI
Paweł VI zachęcał do podejmowania wysiłków, które mają zmierzać do zapewnienia głębszej, bardziej solidnej i bardziej organicznej jedności europejskiej.

### Jan Paweł II
Jedność narodów europejskich, jeśli chce być trwała, nie może jednak dotyczyć tylko gospodarki i polityki. Jak przypomniałem podczas mej pielgrzymki do Composteli w listopadzie 1982 r., dusza Europy i dzisiaj pozostaje zjednoczona, ponieważ odwołuje się do wspólnych wartości ludzkich i chrześcijańskich. Dzieje kształtowania się narodów europejskich szły w parze z ewangelizacją. Dlatego, mimo kryzysów duchowych, jakie naznaczyły życie kontynentu aż do naszych dni, nie można by zrozumieć jego tożsamości bez chrześcijaństwa.
(…)
Ożywcze soki Ewangelii mogą zagwarantować Europie rozwój zgodny z jej tożsamością, w wolności i solidarności. Tylko Europa, która nie usunie, lecz odkryje na nowo swe chrześcijańskie korzenie, może stanąć na wysokości wielkich wyzwań trzeciego tysiąclecia: pokoju, dialogu między kulturami i religiami, ochronie stworzenia.

Ten umacniający się związek nie może być jedynie kontynentalną strukturą geograficzną i gospodarczą, ale musi stawać się przede wszystkim porozumieniem kulturowym i duchowym, ukształtowanym w drodze owocnego połączenia wielorakich i ważnych wartości i tradycji. W ten doniosły proces integracji Kościół włącza się całym sercem i we właściwy sobie sposób.

Nie mogę (…) ukryć rozczarowania faktem, że tekst Karty nie zawiera ani jednej wzmianki o Bogu, który skądinąd jest pierwotnym źródłem godności człowieka i jego fundamentalnych praw. Jest to postępowanie ahistoryczne i uwłaczające ojcom nowej Europy.

Skoro otworzyły się granice państw, nie należy dopuścić, aby powstały nowe bariery między ludźmi i nowe nieprzyjaźnie między narodami na tle ideologicznym. Poszukiwanie prawdy winno być motorem wszelkich działań na płaszczyźnie kultury oraz budowania braterskich relacji na kontynencie. Wymaga to pełnego poszanowania człowieka i jego praw, poczynając od wolności słowa i wolności religii. Dlatego ważne jest, aby nasi współcześni otrzymywali autentyczne wykształcenie oparte na istotnych wartościach duchowych, moralnych i obywatelskich. Dzięki temu każdy człowiek uświadomi sobie swoje szczególne powołanie i wyjątkowe miejsce w ludzkiej wspólnocie i w służbie braciom. Ta idea jest zdolna pociągnąć za sobą ludzi i zaspokoić oczekiwania młodych — powołanych, aby odkryć Zbawiciela i budować we współpracy z braćmi społeczeństwo przyszłości.

### Benedykt XVI
Patrząc na tych świętych [patronów Europy], człowiek zatrzymuje się i zastanawia nad wkładem, jaki chrześcijaństwo dało i nadal nie przestaje dawać w budowanie Europy, powiedział Benedykt XVI i zacytował słowa Aktu Europejskiego, jaki jego poprzednik, sługa Boży Jan Paweł II wygłosił z Santiago de Compostela w 1982 r. Do tego problemu powrócił w 1989 r. również w Santiago de Compostela podczas Światowych Dni Młodzieży. Wyrażał życzenie Europy bez granic, która nie zaprzecza swym chrześcijańskim korzeniom, z których wyrosła, nie rezygnuje z prawdziwego humanizmu chrześcijańskiej Ewangelii.

### Episkopat Polski
Kościół w Polsce, dokonując konkretyzacji ogólnych zamierzeń Kościoła powszechnego wobec Unii, postrzega akcesję Polski jako istotną z punktu widzenia jej rozwoju cywilizacyjnego. Zwiększa to bowiem szanse szybszego rozwoju ekonomicznego, a w ślad za nim również większych nakładów na edukację, kulturę, służbę zdrowia, rozwój polskiej wsi itp.

### Komisja Episkopatów Wspólnoty Europejskiej (ComECE)
Powstała w 1980 z inicjatywy Stolicy Apostolskiej. Do jej zadań należy:
- tworzenie stałej płaszczyzny współpracy i wymiany doświadczeń duszpasterskich pomiędzy konferencjami biskupimi krajów Unii
- dialog z kierowniczymi instytucjami Unii Europejskiej w sprawie kształtu prawodawstwa europejskiego, gwarancji praw człowieka itp.
- monitorowanie polityki Unii Europejskiej, jej prawodawstwa z punktu widzenia Kościoła.

### Katolickie Biuro Informacji i Inicjatyw Europejskich
Propaguje proces integracji w szeroko rozumianych kręgach katolickich: hierarchii duchownych i świeckich. Działa od 1956 roku. Założone przez arcybiskupa Strasburga Jeana Juliena Webera. W Warszawie zostało powołane przez prowincjała jezuitów ks. Floriana Pełkę dnia 1 września 1992 roku. Działa także w Brukseli, Strasbourgu i Budapeszcie.

## Konferencja „Rola Kościoła katolickiego w procesie integracji europejskiej”

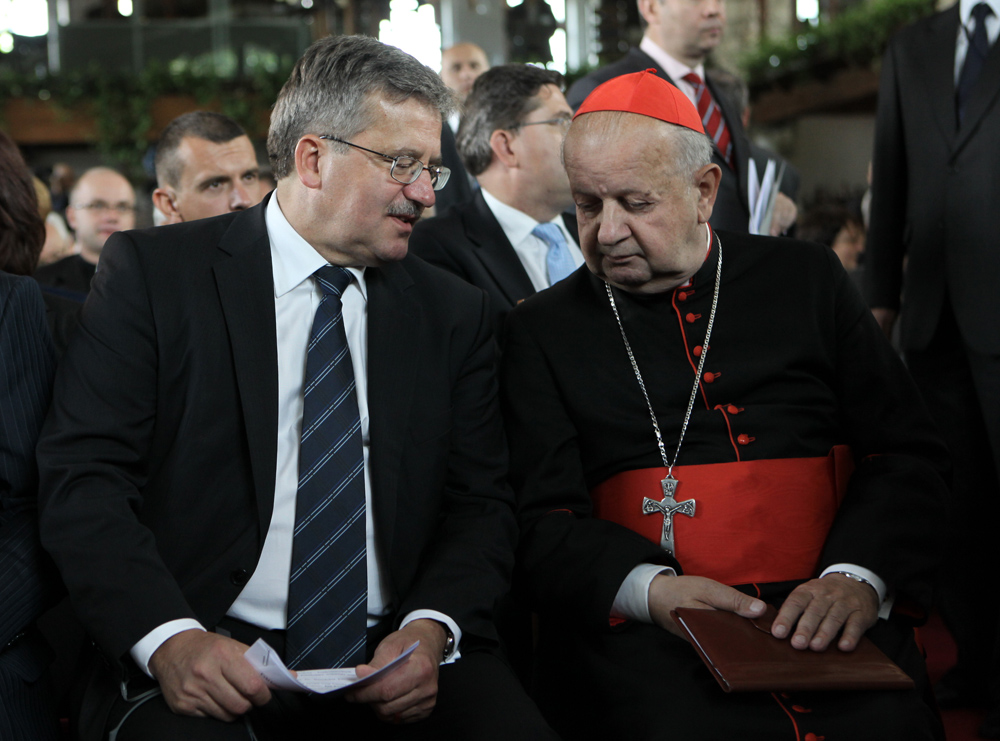
Prezydent Bronisław Komorowski i kardynał Stanisław Dziwisz na konferencji w 2010 r.

Od 2001 r. obecny Uniwersytet Papieski Jana Pawła II w Krakowie (dawna Papieska Akademia Teologiczna) we współpracy z innymi stowarzyszeniami (m.in.: Fundacją im. Roberta Schumana w Luksemburgu, Fundacją Konrada Adenauera) organizuje coroczne konferencje, których celem jest wykazanie współczesnych problemów na linii Kościół-Unia Europejska.
Tematy spotkań:
- 2001 Świadomość tożsamości europejskiej
- 2002 Modernizacja i wiara
- 2003 Jedna czy dwie Europy?
- 2004 Scenariusze przyszłości
- 2005 Między religią a kulturą w Europie
- 2006 Cywilizacyjne zmagania Europy
- 2007 Od Traktatów rzymskich do Traktatu konstytucyjnego
- 2008 Jaka Europa dla chrześcijanina, jakie chrześcijaństwo dla Europy
- 2009 Chrześcijańska odpowiedzialność w obliczu kryzysów
- 2010 Wkład chrześcijan w zjednoczenie Europy
- 2011 Etyczny wymiar polityki
- 2012 Chrześcijańskie oczekiwania wobec kształtu Europy

## Europejskie Spotkania Młodych
Ma charakter ekumeniczny, jednakże Kościół Rzymski Katolicki popiera spotkania młodzieży Starego Kontynentu w duchu pojednania, modlitwy, tolerancji i zrozumienia. Każdego roku w okolicach świąt Bożego Narodzenia i Nowego Roku tysiące młodych ludzi z całej Europy w różnych miastach Europy. Polska była organizatorem spotkań czterokrotnie: w 1989, 1995 i 1999 oraz 2009 roku.
O. Jan Góra, poznański dominikanin, organizator spotkań młodzieży polskiej Lednica 2000, pragnął przekształcić to spotkanie w inicjatywę europejską (Europejskie Spotkania Młodych) – jednak ze względu na różnice językowe (spotkanie wyłącznie w języku polskim) oraz silne utożsamienie spotkania z historią Polski (domniemane miejsce przyjęcia chrztu przez Mieszka I) ograniczyło się to tylko do niewielkich grup obcokrajowców (polskich emigrantów z Europy Zachodniej i osób pochodzenia polskiego z byłego ZSRR).

## Stosunki dyplomatyczne Unia Europejska − Stolica Apostolska
- podstawa prawna − Konwencja Wiedeńska o Stosunkach Dyplomatycznych z 1961 r. oraz Konwencja Wiedeńska o Stosunkach Konsularnych z 1963 r.
- Paweł VI w 1970 r. ustanowił nuncjusza apostolskiego przy wspólnotach europejskich w Brukseli. Równocześnie w tym samym roku ustanowił stałego obserwatora z tytułem specjalnego przedstawiciela przy Radzie Europy[5].
- od 1999 r. − osobna Nuncjatura Apostolska przy Unii Europejskiej − dziekan korpusu dyplomatycznego przy UE
- na terenie Watykanu od 2002 używana jest waluta euro z własnym rewersem monet
- mimo iż formalnie Watykan nie jest częścią strefy Schengen, praktycznie korzysta z wszystkich jej swobód, Watykan oficjalnie zainteresowany jest członkostwem w Strefie Schengen.

## Kontrowersje
Sprawy sporne między Kościołem a Unią Europejską:
- rozdział Kościoła od państwa
- ochrona życia nienarodzonego, prawo do aborcji (raport Sandbæka)
- małżeństwa osób tej samej płci, związki homoseksualne – sprawa odrzucenia przez Parlament Europejski kandydatury Rocco Buttiglione do Komisji Europejskiej
- niewpisanie dziedzictwa chrześcijańskiego do Konstytucji europejskiej
- wsparcie finansowe badań nad komórkami macierzystymi pochodzącymi z embrionów ludzkich[potrzebny przypis].